# Dylewko
Dylewko – osada w Polsce położona w województwie warmińsko-mazurskim, w powiecie ostródzkim, w gminie Grunwald. 
Miejscowość wchodzi w skład sołectwa Dylewo. 
W latach 1975–1998 miejscowość należała administracyjnie do województwa olsztyńskiego.